# Valerian Aleksandrovič Zubov
Valerian Aleksandrovič Zubov (San Pietroburgo, 28 novembre 1771 – San Pietroburgo, 21 giugno 1804) è stato un generale russo.
Tra i favoriti della zarina Caterina II di Russia, grazie all'ascendente di suo fratello Platon sulla sovrana riuscì a percorrere una rapidissima e fruttuosa carriera militare che lo condusse al grado di Generale a meno di trent'anni. Impegnato nella guerra russo-persiana (1796), al blocco improvviso di questa si vide cadere in disgrazia presso lo zar Paolo I di Russia e per questo, assieme ai suoi fratelli e ad altri alti ufficiali russi, cospirò per ucciderlo nel 1801. Sotto il governo di Alessandro I di Russia venne incluso nel consiglio di stato e, per quanto la sua figura fosse tenuta in considerazione per i suoi progetti commerciali con l'oriente, lo zar non ebbe mai piena fiducia nella sua persona.
Considerato uno degli uomini più belli della Russia del suo tempo, ebbe numerose amanti di cui la più nota fu certamente la principessa Maria Fëdorovna Lubomirska, già moglie del governatore di Kiev, Antoni Protazy Potocki, la quale fuggì con lui creando scandalo.

## Biografia

### I primi anni
Valerian era il figlio minore di Aleksandr Nikolaevič Zubov, un nobile decaduto, e di sua moglie Elizaveta Vasilievna (1742-1813), unica figlia del tenente Vasilij Voronov. Suo padre gestiva le proprietà del conte Nikolaj Ivanovič Saltykov, ma venne più volte condannato per tangenti ed avarizia, al punto da essere giudicato tra i nobili più disonorevoli di tutto l'impero.
Ancora bambino, Valerian Zubov venne arruolato nel reggimento delle guardie di Preobraženskij, da cui, intorno al 1784, venne trasferito per servire nel reggimento delle guardie a cavallo. Nel 1785 fu promosso da sergente a cornetta e nel 1788 raggiunse il grado di sottotenente.

### La carriera militare

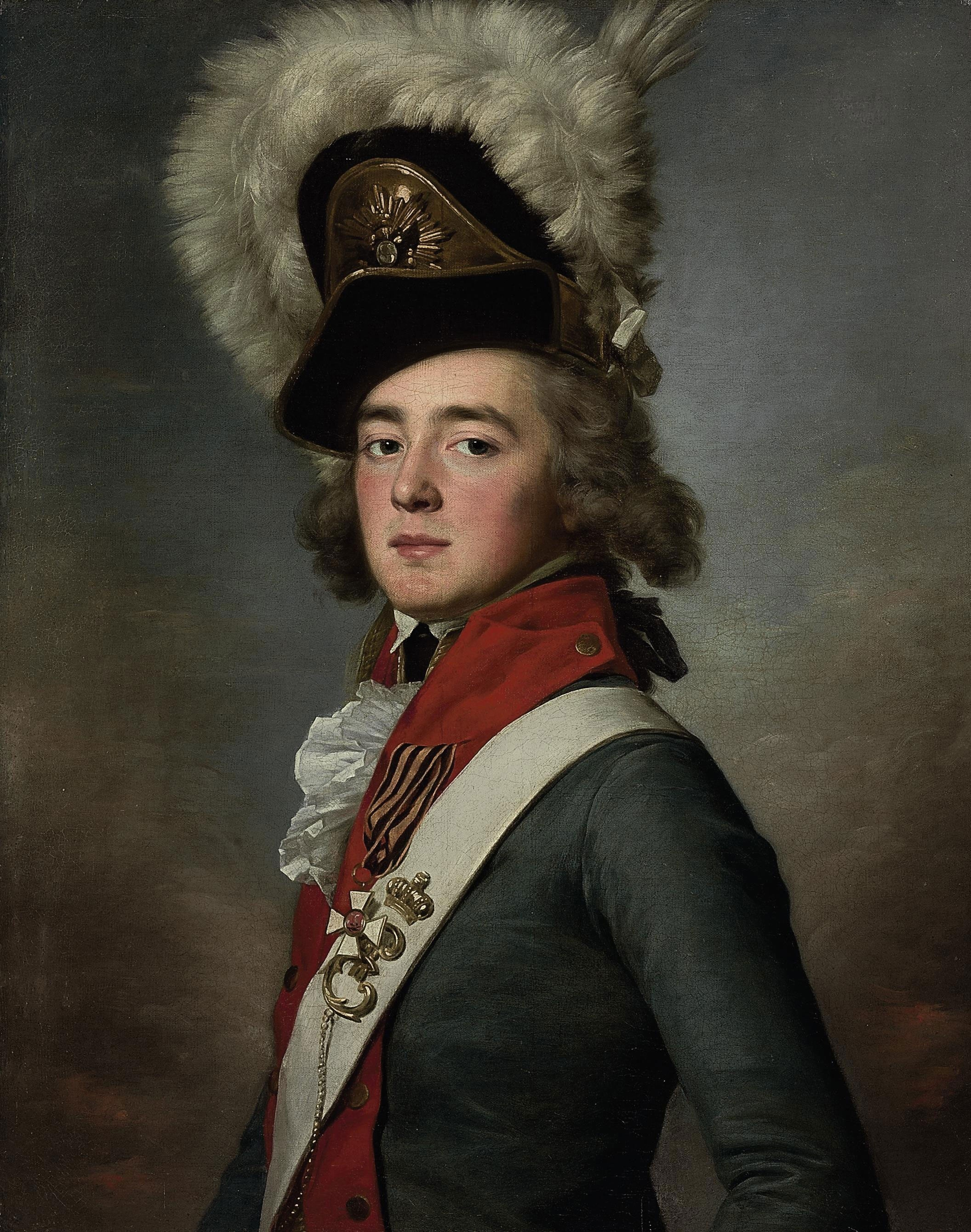
Il giovane Valerian Zubov in un ritratto del 1791 eseguito da Jean-Louis Voil.

Ancora un ragazzo, nel 1789 partecipò alla guerra russo-turca (1787-1792) ed alla presa della fortezza di Bender. Quello stesso anno si aprì per Zubov una splendida opportunità di fare carriera nell'esercito russo per via del forte ascendente che suo fratello Platon esercitava sulla zarina Caterina II di Russia. Valerian era reputato uno dai contemporanei uno degli uomini più belli di tutta la Russia e per questo gli è stata attribuita la leggenda di una relazione con la stessa imperatrice russa.
Venne nominato maggiore generale e nominato assistente del feldmaresciallo Aleksandr Vasil'evič Suvorov che era impegnato nella repressione dell'Insurrezione di Kościuszko in Polonia. Durante la sua permanenza in Polonia, Zubov sposò la nipote di Teodor Lubomirski e perse una gamba nell'autunno del 1794, ferito da una palla di cannone.
Diversi mesi dopo la morte di Caterina II, il ventiquattrenne Zubov venne incaricato della delicata spedizione dell'esercito russo contro l'Impero persiano. La guerra che ne scaturì, iniziata nel 1796, inizialmente era animata dalla promessa fatta dalla Russia alla Georgia ventitré anni prima di volerla proteggere da ogni tentativo dei persiani di attaccarla, ma ora era più che altro orientata ad espandere l'influenza russa nell'area.
Zubov, in virtù della sua giovane età e della sua poca esperienza sul campo, era giudicato da molti alti ufficiali dell'esercito imperiale russo come il meno indicato per prendere la guida di quella spedizione, ma seppe comunque distinguersi con una serie di eventi di peso come la cattura di Derbent nel Dagestan nell'aprile del 1796, e quella di Baku a luglio di quello stesso anno. Da novembre, si posizionò alla confluenza dei fiumi Araks e Kura, minacciando l'entroterra dell'Iran. In quello stesso mese, la zarina sua protettrice morì e venne succeduta dal figlio Paolo I che non solo detestava i fratelli Zubov, ma aveva altri piani militari in mente e l'incombenza della minaccia dei rivoluzionari francesi sul fronte occidentale e per questo ordinò alle truppe di rientrare in Russia.

### La caduta in disgrazia

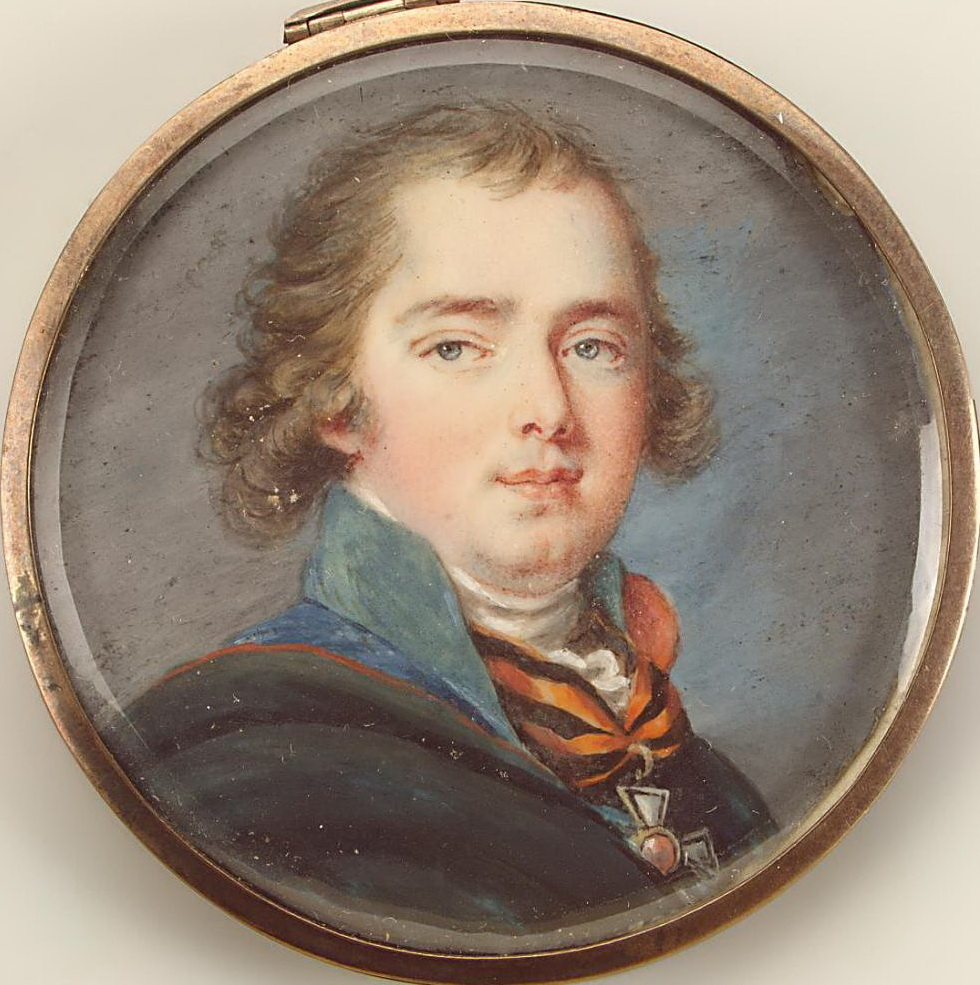
Miniatura col ritratto di Valerian Zubov realizzata da Augustin Ritt

Di ritorno dalla Transcaucasia nella primavera del 1797, il generale Zubov era ormai caduto in disgrazia si stabilì a Chorošëvo, non lontano da Mosca. Il ritorno tutt'altro che trionfale di Zubov da quella sfortunata spedizione gli valse un'ode del poeta russo Gavriil Romanovič Deržavin, una meditazione sulla natura della fortuna e del successo.. Nel 1798, gli venne ordinato di rimanere a Mosca sotto la supervisione del conte Saltykov e nell'aprile del 1799 ottenne il permesso di ritirarsi a vita privata nella sua villa di campagna, ma non gli venne permesso di incontrare suo fratello il principe Platon, da poco tornato dall'esilio. Il conte Zubov si ritirò in Curlandia, nel magnifico palazzo un tempo appartenuto alla zarina Anna, con una pensione annua di 40.000 rubli. Con decreto del 22 agosto 1799, ad ogni modo, i feudi del conte Valerian vennero confiscati dallo stato russo che lo accusò formalmente del fallimento della campagna persiana e della necessità di coprire i fondi mancanti.

### La cospirazione contro Paolo I

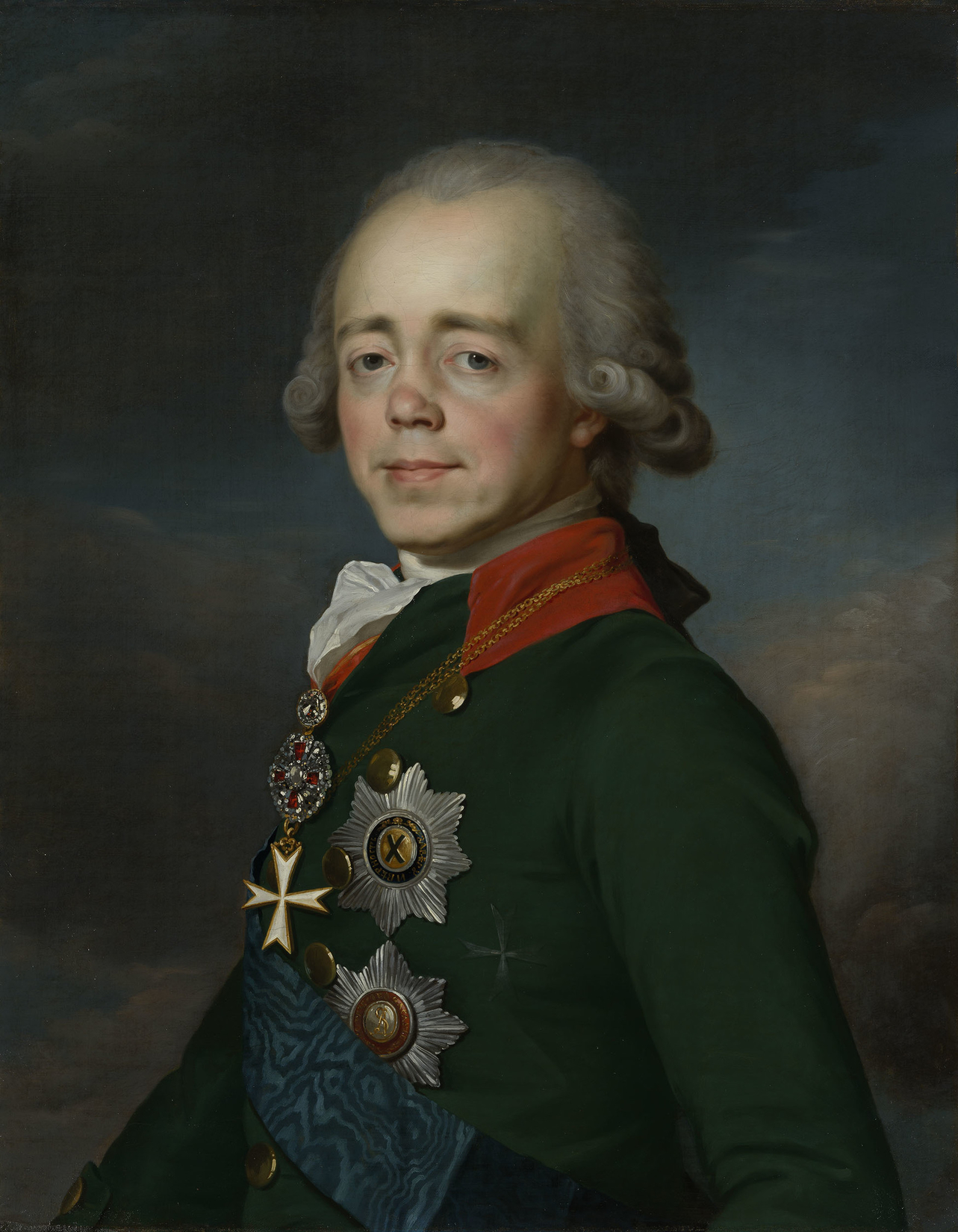
Lo zar Paolo I di Russia, contro il quale Valerian Zubov ed altri alti ufficiali cospirarono sino ad assassinarlo nel 1801

Alla fine dell'anno 1800, il conte Zubov venne reintegrato in servizio col grado di generale e posto a capo del secondo corpo di cadetti. Gli vennero restituite tutte le proprietà precedentemente confiscategli, ma questo ancora non bastava al giovane ufficiale che, ai suoi occhi, aveva subito un'umiliazione senza precedenti dallo zar. Venne quindi coinvolto nella cospirazione per uccidere lo zar Paolo I e intronizzare al suo posto il figlio Alessandro. In quest'operazione erano coinvolti anche suo fratello il principe Platon ed il conte Pëtr Alekseevič Palen che convinsero a loro volta altri alti ufficiali.
Come ebbe a riportare il principe Adam Jerzy Czartoryski successivamente: "La zarina Caterina aveva ordinato formalmente a lui [Valerian] ed a suo fratello Platon di considerare Alessandro come unico monarca legittimo [dopo la di lei morte] e di servirlo con incrollabile zelo e lealtà. E questo è esattamente quello che loro fecero".
Il conte Valerian si portò al castello Michajlovskij assieme agli altri, ma ottenne il comando del terzo battaglione di ufficiali che doveva unicamente assicurarsi che gli altri cospirati potessero penetrare nel palazzo senza ostacoli e per questo motivo a differenza dei suoi fratelli, il principe Platon e il conte Nicolai, non fu presente nella camera da letto dove avvenne l'omicidio dell'imperatore.
Il conte Valerian entrò nel palazzo con il conte Palen molto più tardi degli altri cospiratori, quando ormai si era saputa la notizia della morte di Paolo I, ma dovette abbandonare velocemente il palazzo per il rischio di venire linciato dalle guardie.

### Gli ultimi anni

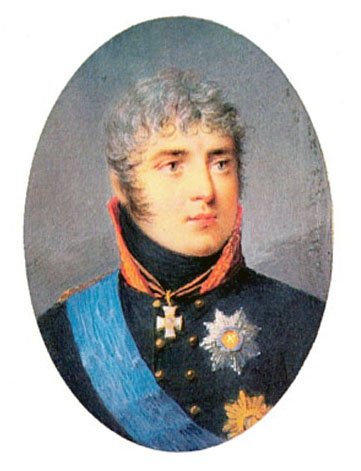
Ritratto di Valerian Zubov nelle vesti di generale in un dipinto di Alexander Molinari

Il 30 marzo 1801, il nuovo zar Alessandro I di Russia incluse il conte Zubov nei 12 membri del suo nuovo consiglio di stato personale. In questi anni, Zubov si impegnò particolarmente ancora una volta a favore della questione asiatica e dopo poco consegnò all'imperatore una nota dettagliata dal titolo "Rassegna generale del commercio con l'Asia": questo era un piano per garantire il ruolo guida della Russia nel commercio con la Persia e l'India. Per fare ciò, propose di collegare i fiumi Volga e Don tramite un canale al fine di garantire il transito delle merci via acqua tra il Mar Baltico, il Mar Caspio, il Mar Nero, il Mediterraneo e sino all'Oceano Atlantico.
La sua esperienza nelle campagne militari ad est gli aveva fatto comprendere come la città di Baku fosse da considerarsi come il centro naturale del commercio persiano nonché il miglior porto sul Mar Caspio, i cui dintorni erano ricchi di giacimenti di petrolio e salgemma di alta qualità, che, insieme alle merci russe disponibili, attirava ogni anno un gran quantità di mercanti provenienti delle regioni limitrofe. La presenza di un buon collegamento via terra con il Golfo Persico avrebbe garantito ulteriori sbocchi commerciali al porto, rafforzando così l'influenza russa su tutta la Persia. Per garantire la sicurezza dei confini della Russia e del suo commercio, Zubov propose anche di rafforzare la Georgia occupandola con le truppe imperiali.
Valerian propose anche allo zar di intraprendere il commercio con l'India attraverso l'Hindustan.
Questa nota del conte Zubov venne presa molto in considerazione dallo zar e dal suo consiglio e molti considerarono questo progetto come molto promettente. Al ruolo di comandante in capo delle forze in Georgia era stato nominato il tenente generale Karl Fëdorovič von Knorring, ma molti ritenevano che lo stesso Valerian Zubov sarebbe stato un comandante più adatto per questa operazione poiché possedeva una notevole conoscenza dell'area, sapeva come trattare con la popolazione locale ed era generalmente reputato un "uomo d'azione". Tuttavia, il conte Valerian non ricevette alcun incarico e, anzi, i fratelli Zubov caddero nuovamente in disgrazia presso lo zar. Vennero sorvegliati dalla polizia segreta in maniera così costante e quasi invadente che lo stesso Valerian si lamentò con l'imperatore durante un'udienza personale, trovando di non meritare una tale diffidenza da parte del governo russo a fronte dei successi e delle proposte che aveva consegnato nelle mani dello zar.
Continuando ad adempiere al suo dovere di comandante del secondo corpo dei cadetti sotto Alessandro I, il generale Zubov si occupò di migliorare anche vari aspetti della vita dell'istituzione educativa; durante il suo regno, fece edificare una nuova sede del corpo dei cadetti a San Pietroburgo (palazzo che attualmente è occupato dall'Accademia spaziale militare A.F. Možaiskij). Come direttore del corpo, Valerian fu sempre molto attento alle nuove reclute al punto che, se una famiglia non poteva permettersi di mantenere il proprio figlio al servizio militare dello stato, egli si offriva di pagarne gli studi di formazione. Alla sua morte si scoprì che aveva aiutato le famiglie di 212 cadetti ed Alessandro I, in segno di ammirazione, diede ordine di continuare a mantenerli a spese del tesoro di stato.
Il 21 giugno 1804, il conte Valerian Aleksandrovič Zubov morì di "malattia dell'acqua" nella sua dacia di Naryškin, dove viveva da qualche tempo. Il conte Fëdor Vasil'evič Rostopčin scrisse di questo fatto all'amico Pavel Dmitrievič Cicianov:
Le ceneri del generale Zubov vennero sepolte nell'Eremo Sergiev Primorskaja e, nel 1809, secondo il progetto dell'architetto Luigi Rusca, venne costruita sul posto la chiesa del Santo Martire Valeriano, che divenne la tomba della famiglia Zubov.

## Vita privata

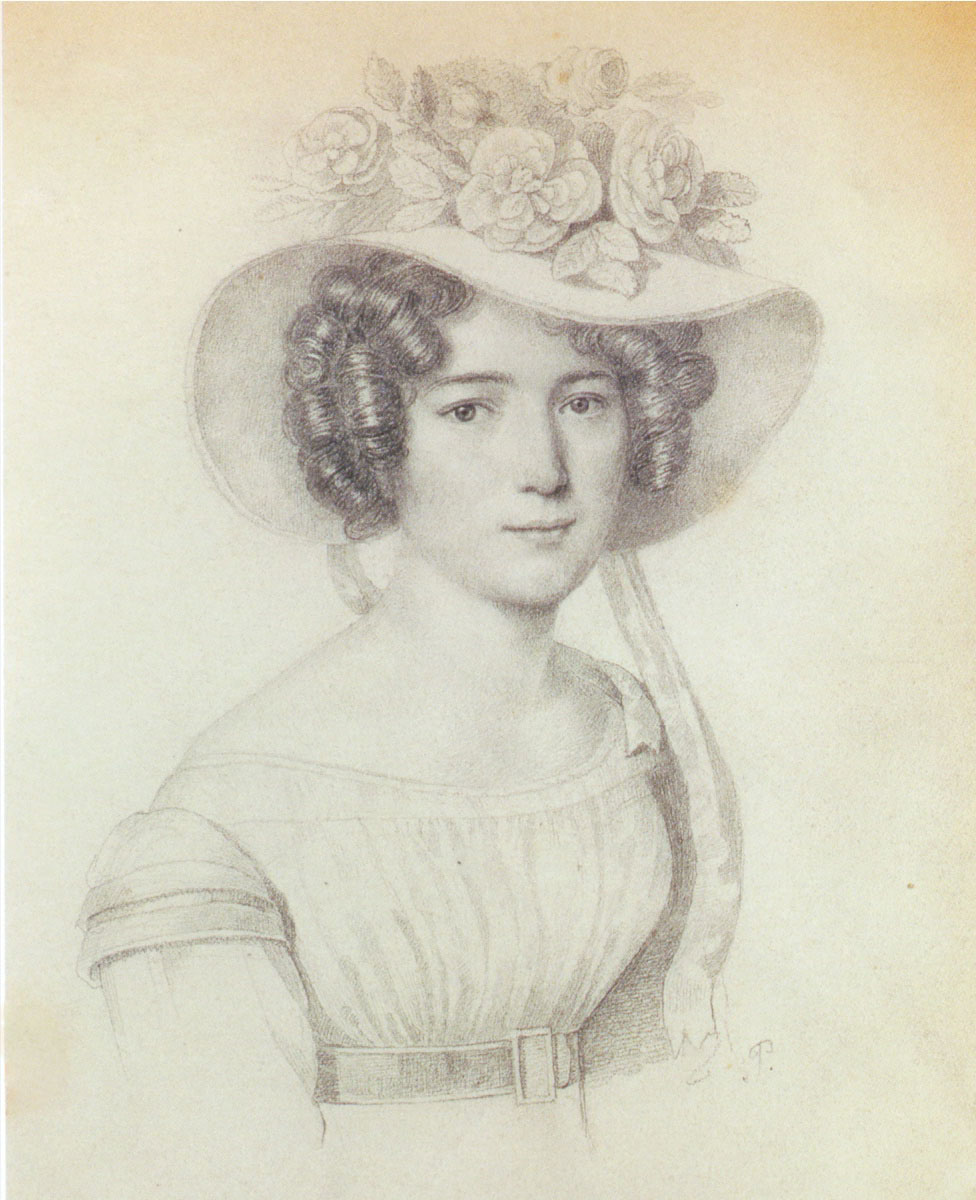
Elizaveta Valerianova Zubova, figlia illegittima del generale Zubov, che nel 1823 andò in sposa al capitano Alexander Voeikov

Valerian Aleksandrovič Zubov fu un grande amatore della sua epoca. Durante la campagna militare contro l'esercito ottomano, egli scrisse che "in città [a San Pietroburgo] tutte le belle donne avevano perso peso senza di lui". Nel 1792, mentre prestava servizio come volontario nelle file degli alleati che combatterono contro la Francia rivoluzionaria, il conte Zubov incontrò la principessa Luisa Maria di Baden, futura sposa del granduca Aleksander Pavlovič, che si stava dirigendo con il suo seguito a San Pietroburgo. Fu il primo a recare a Caterina II le sue impressioni da "esperto" in bellezza femminile sulla futura zarina, confermando l'infallibilità della scelta operata da Caterina.
Anche la bellezza personale di Valerian fu un elemento che gli spianò la strada con Caterina II, ma nel contempo divenne spesso motivo di scontro coi suoi fratelli, ed in particolare con Platon.
La passione per le donne rendeva il conte indiscriminato nei mezzi per raggiungere i suoi obiettivi. Così un giorno decise di rapire la moglie di un certo maggiore Kaverin. Dopo averne ricevuto un rifiuto, persuase comunque la donna ad amoreggiare con lui grazie all'aiuto del marito disonesto, che, come ricompensa, fu nominato capo della polizia a Mosca. Pur avendo perso una gamba, il conte Valeriano "rimase bello come prima" e non cambiò le sue abitudini. Ebbe una figlia illegittima, Elizaveta Valerianovna Zubova, sposata (dal 29 ottobre 1823) ad Alexander Voeikov, capitano della guardia di Mosca; chi fosse la madre della bambina non è noto.
Nel 1792 incontrò a Varsavia la principessa Maria Fëdorovna Lubomirska (1773-1810), moglie dell'ultimo governatore di Kiev, Antoni Protazy Potocki (1761-1801) nonché figlia del principe Kasper Lubomirski. La principessa fu così rapita dal giovane Valerian Zubov che iniziò a vivere apertamente con lui, senza ad ogni modo aver divorziato formalmente dal marito, suscitando lo scandalo e l'indignazione generale a Varsavia. Dopo la soppressione della rivolta di Kosciuszko nel 1795, la Pototskaya seguì il suo amante a San Pietroburgo, dove visse con lui nel suo palazzo cittadino che gli era stato donato dalla zarina. Nonostante il fervido desiderio di sposare Pototskaya, Caterina II non lo permise. Nel marzo del 1796 a Mosca, la principessa diede alla luce un figlio illegittimo avuto da Valerian, Platon, così chiamato in onore del fratello prediletto; il bambino morì comunque nella sua prima infanzia. Dopo essersi ripresa dalle fatiche del parto, Maria seguì Valerian nella campagna di Persia, condividendo con lui tutte le difficoltà della vita militare. Sotto il governo di Paolo I si trasferì con Zubov a vivere nelle sue tenute di Mosca e San Pietroburgo. Nel 1803, dopo la morte del coniuge legittimo, il conte Valerian poté finalmente sposare la principessa Pototskaya. Tuttavia, secondo molti questo matrimonio fu una vera e propria formalità: la principessa era una assidua frequentatrice dei salotti della capitale russa dove era costantemente circondata da una folla di ammiratori, con alcuni dei quali era legata anche da relazioni sentimentali.